# مکس (فیلم ۲۰۰۲)
مکس (به انگلیسی: Max) فیلمی محصول سال ۲۰۰۲ و به کارگردانی منو میس است. در این فیلم بازیگرانی همچون جان کیوسک، نوآ تیلور، لیلی سوبیسکی، مالی پارکر، اولریش تامسن، کوین مک‌کید و پیتر کاپالدی ایفای نقش کرده‌اند.